# Ulan (wielerploeg)
Ulan was een Kazachse wielerploeg. De ploeg reed voornamelijk in de UCI Europe Tour en de UCI Asia Tour. Een groot deel van de renners waren oud-profs van de Kazachse ploeg Capec die in 2006 werd opgeheven.
Ulan heeft slechts één jaar bestaan.

## Bekende oud-renners
- Gediminas Bagdonas
- Aleksandr Djatsjenko
- Dmitri Groezdev
- Valentin Iglinski
- Aidis Kruopis
- Ramūnas Navardauskas